# A Herb Alpert and the Tijuana Brass Double Feature
Pour plus de détails, voir Fiche technique et Distribution.
A Herb Alpert and the Tijuana Brass Double Feature est un court métrage d'animation de 1966 mettant comiquement en vedette deux chansons de l'album Going Places (en) de Herb Alpert and Tijuana Brass. 
Le film, qui a remporté l'Oscar du meilleur court métrage d'animation en 1967,,, a été écrit et réalisé par John et Faith Hubley, qui avaient déjà réalisé Moonbird (1959) et The Hole (1962), deux films ayant remporté cet Oscar en 1960 et 1963. 
Il est considéré comme l'un des premiers exemples prototypiques d'un clip vidéo et n'a pas été diffusé sur les médias domestiques.

## Synopsis
Spanish Flea et Tijuana Taxi sont les bandes sonores de deux dessins animés distincts.

## Fiche technique
- Titre : A Herb Alpert and the Tijuana Brass Double Feature
- Réalisation : John Hubley
- Scénario : John Hubley et Faith Hubley
- Production : Faith Hubley et John Hubley
- Société de production : Paramount Pictures
- Société de distribution : Paramount Pictures (États-Unis)
- Pays :  États-Unis
- Genre : Animation et film musical
- Durée : 6 minutes
- Dates de sortie : 
  -  États-Unis : avril 1966

## Production
Le film a été produit par Paramount Pictures. Emery Hawkins et Rod Scribner font partie des animateurs qui ont travaillé sur le film.

## Conservation du film
Les archives cinématographiques de l'Académie des Oscars ont conservé A Herb Alpert and the Tijuana Brass Double Feature en 2003.